# HW Virginis c
HW Virginis (AB) c est une planète extrasolaire (exoplanète) circumbinaire en orbite autour du système stellaire HW Virginis (AB), une étoile binaire à éclipses située dans la constellation zodiacale de la Vierge,  à une distance d'environ 590 années-lumière (180 pc) du Soleil.
Un système planétaire d'au moins deux objets a été détecté autour de cette étoile binaire :
| Planète                             | Masse mini (MJ) | Demi-grand axe (UA) | Période orbitale (a) | Excentricité |
| ----------------------------------- | --------------- | ------------------- | -------------------- | ------------ |
|                                     |                 |                     |                      |              |
| HW Vir c                            | 8,47 ± 0,42     | 3,62 ± 0,52         | 9,08 ± 0,22          | 0,31 ± 0,15  |
| HW Vir b                            | 19,23 ± 0,24    | 5,30 ± 0,23         | 15,84 ± 0,14         | 0,46 ± 0,05  |
|                                     |                 |                     |                      |              |
| Système planétaire de HW Virginis,. |                 |                     |                      |              |

HW Virginis (AB) c est a priori une géante gazeuse d'au moins 8,5 MJ orbitant entre 2,5 et 4,74 UA du barycentre de ses étoiles, soit une excentricité orbitale d'environ 0,31. Elle boucle son orbite en 9 ans et un mois.